# Tschuktscha
Koordinaten: 75° 42′ 0″ N, 97° 51′ 0″ O
Tschuktscha (russisch Чукча; auch Чукчинский кратер/Tschuktschinski krater) ist ein Einschlagkrater im nordwestlichen Teil der Taimyrhalbinsel in Nordsibirien, Russland.
Der an der Erdoberfläche sichtbare Krater hat einen Durchmesser von sechs Kilometern und eine Tiefe von etwa 200 Metern (Meereshöhe des Kraterinneren etwa 50 m, des Kraterrandes etwa 250 m). Die Innenseite des Kraterwalls weist eine Neigung von sechs bis neun Grad auf. Über den ebenen Kraterboden erhebt sich ein etwa 30 Meter hoher Zentralberg mit einem Kilometer Durchmesser.
Das Alter des Kraters wird auf weniger als 70 Millionen Jahre geschätzt (späte Kreide bis frühes Paläogen). Die umgebenden Gesteine stellen gefaltete Sedimentschichten des Neoproterozoikums bis unteren Ordoviziums dar, die von neoproterozoischen und oberpaläozoischen Gabbro- und Granitintrusionen durchbrochen werden. Das Innere des Kraters ist mit bis zu 100 Meter mächtigen Sedimenten des oberen Neogens gefüllt. An den Gesteinen des Kraterwalls sind im Gegensatz zum Zentralberg keine einschlagsbedingten Veränderungen feststellbar – vermutlich ist die Struktur während des Känozoikums tief erodiert.
Der Krater wurde nach der ihn durchfließenden Tschuktscha benannt, einem linken Nebenfluss der Unteren Taimyra.